# Барон Буршье

Герб баронов Буршье из рода Буршье

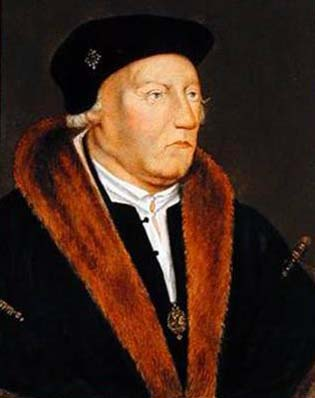
Генри Буршье, 2-й граф Эссекс, 6-й барон Буршье (1472—1540)

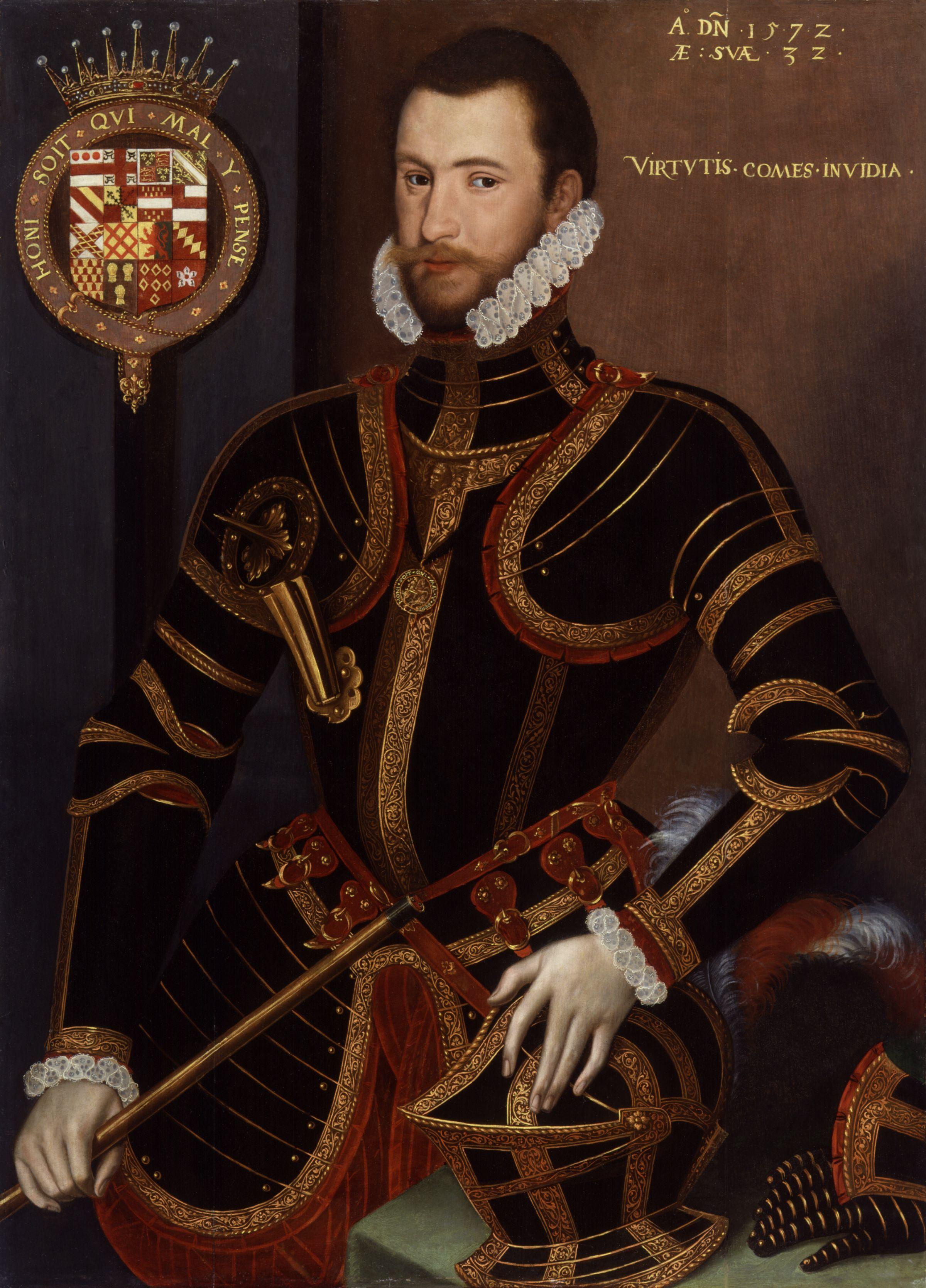
Уолтер Девере, 1-й граф Эссекс, 8-й барон Буршье

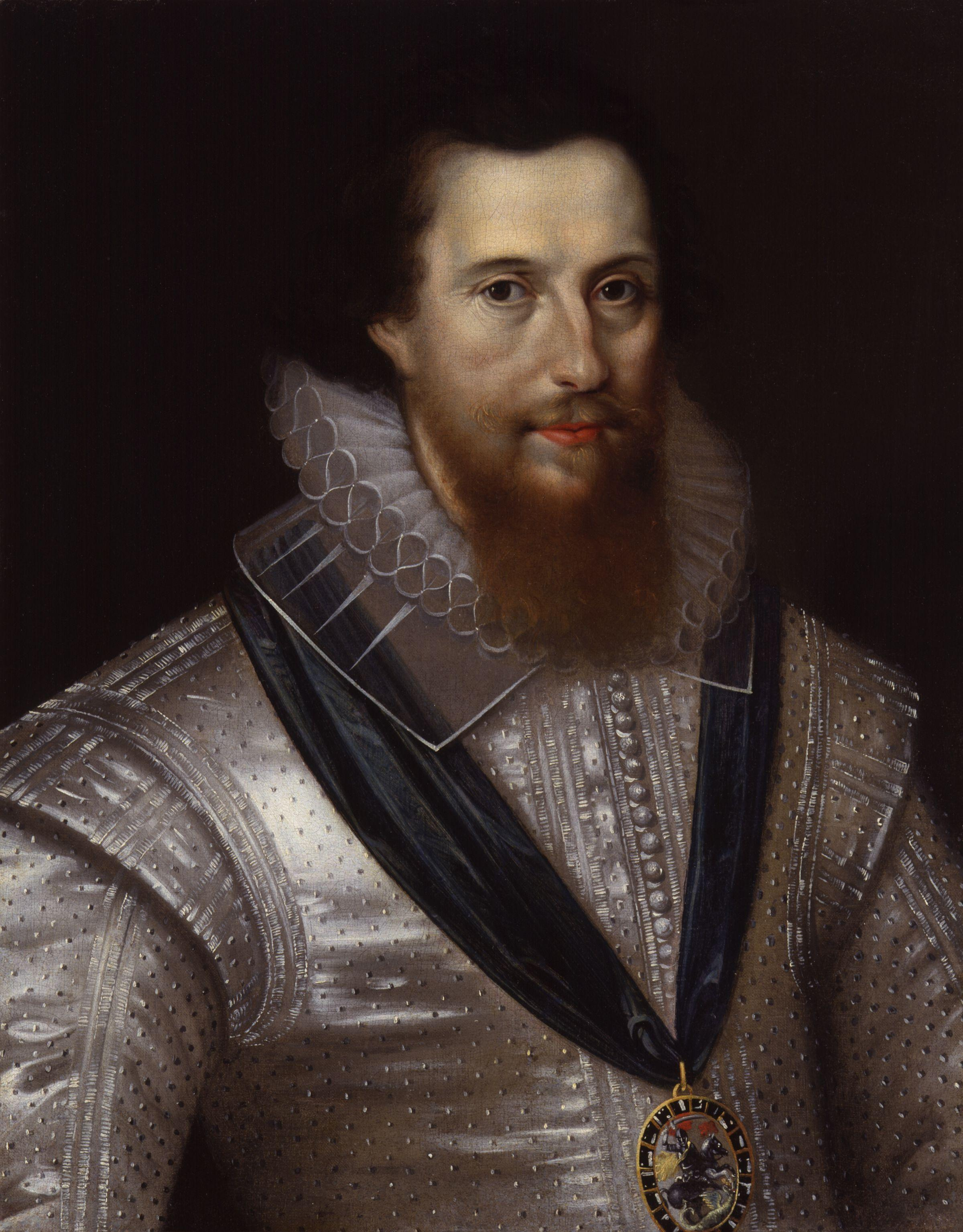
Роберт Девере, 2-й граф Эссекс, 9-й барон Буршье

Барон Буршье (англ. Baron Bourchier) — старинный дворянский титул в системе Пэрства Англии. Он был создан 25 февраля 1342 года для сэра Роберта Буршье, который занимал пост лорда-канцлера Англии в 1340—1341 годах.

## История
Титул передавался по мужской линии вплоть до смерти Бартоломью Буршье (1374—1409), 3-го барона Буршье в 1409 году. Ему наследовала его единственная дочь, Элизабет Буршье, 4-я баронесса Буршье (около 1399—1433). После её смерти в 1433 году баронский титул перешел к её кузену, Генри Буршье (около 1404—1483). Генри Буршье занимал должность лорда-казначея Англии (1445—1446, 1460—1461, 1471—1483). Для него были созданы титулы виконта Буршье (1446) и графа Эссекса (1461). После смерти Генри Буршье, 2-го графа Эссекса (около 1472—1540), в 1540 году титул унаследовала его единственная дочь, Энн Буршье, 7-я баронесса Буршье (1517—1571). Она была замужем за лордом Уильямом Парром, 1-м графом Эссексом и 1-м маркизом Нортгемптоном (1512—1571). В 1552 году их брак был признан парламентом недействительным. Их дети были объявлены незаконнорождёнными и не смогли унаследовать баронский титул. После смерти Энн в 1571 году баронский титул перешел к её двоюродному брату, Уолтеру Девере, виконту Херефорду (1541—1576), который в 1572 году получил титул графа Эссекса. В 1646 году после смерти Роберта Девере, 3-го графа Эссекса (1591—1646), не оставившего потомства, баронский титул оказался бездействующим. На него могли претендовать сестры покойного, Френсис Девере, герцогиня Сомерсет (1599—1679), и леди Дороти Девере (умерла в 1636), и их потомки.

## Бароны Буршье (1342)
- Роберт Буршье, 1-й барон Буршье (ок. 1306 — 18 мая 1349), старший сын Джона Буршье из Стенстед Холла (ум. 1329)
- Джон Буршье, 2-й барон Буршье (12 марта 1329 — 21 мая 1400), старший сын предыдущего
- Бартоломью Буршье, 3-й барон Буршье (1374 — 18 мая 1409), единственный сын предыдущего
- Элизабет Буршье, 4-я баронесса Буршье (около 1399 — 1 июля 1433), единственная дочь предыдущего
  - Первый муж: Хью Стаффорд, 4-й барон Буршье (по праву жены), потом 1-й барон Стаффорд (ум. 25 октября 1420)
  - Второй муж: Льюис Робессарт, 4-й барон Буршье (по праву жены) (ум. 26 ноября 1431)
- Генри Буршье, 1-й граф Эссекс, 1-й виконт Буршье, 5-й барон Буршье (ок. 1404 — 4 апреля 1483), старший сын сэра Уильяма Буршье, графа д’Э (ок. 1374—1420), внук сэра Уильяма Буршье (ум. 1375), правнук Роберта Буршье, 1-го барона Буршье
- Генри Буршье, 2-й граф Эссекс, 2-й виконт Буршье, 6-й барон Буршье (ок. 1472 — 13 марта 1540), единственный сын Уильяма Буршье, виконта Буршье (ум. 1480), внук и наследник Генри Буршье, 1-го графа Эссекса
- Анна Буршье, 7-я баронесса Буршье (1517 — 28 января 1571), единственная дочь предыдущего
  - Муж: Уильям Парр, маркиз Нортгемптон (14 августа 1513 — 28 октября 1571), также граф Эссекс и барон Парр
- Уолтер Деверё, 1-й граф Эссекс, 8-й барон Буршье (16 сентября 1541 — 22 сентября 1576), старший сын сэра Ричарда Деверё (ок. 1513—1547), внук Уолтера Деверё, 1-го виконта Херефорда (1488—1558), и Мэри Грей (1491 −1538), правнук Джона Девере, 8-го барона Феррерса из Чартли (ок. 1461—1501), и Сесиль Буршье, дочери Уильяма Буршье, 1-го виконта Буршье.
- Роберт Девере, 2-й граф Эссекс, 9-й барон Буршье (10 ноября 1566 — 25 февраля 1601), старший сын предыдущего
- Роберт Девере, 3-й граф Эссекс, 10-й барон Буршье (1591—1646), старший сын предыдущего.

## Претенденты
В настоящее время претендентами на баронский титул являются потомки дочерей 9-го барона (2-го графа Эссекса):
- Тереза Фримен-Гренвилл, 13-я леди Кинлосс (род. 20 июля 1957)
- Майкл Браднелл-Брюс, 8-й маркиз Эйлсбери (род. 31 марта 1926)
- Роберт Ширли, 14-й граф Феррерс (род. 29 декабря 1952)